# Verstärkerlinearisierung
Bei Verstärkern bezeichnet die Verstärkerlinearisierung eine Form der Fehlerkorrektur (englisch error correction) die nichtlinearer Verzerrungen durch Messung der Abweichung, die anschließend als Korrektursignale dienen, kompensiert. Dem Übertragungssignal beigemischt erfolgt idealerweise eine vollständige Elimination aller Verzerrungen.

## Grundgedanke
Die Minimierung nichtlinearer Verzerrungen durch Gegenkopplung erfordert eine hohe Kreisverstärkung. Die zunehmende Verstärkung geht mit einer größeren Gefahr der Instabilität des Regelkreises einher und erfordert deswegen schnelle Elektronik. Die Fehlerkorrektur dagegen benötigt lediglich eine Verstärkung von eins für die Messung des Fehlersignals.

## Feedforward

Feedforward

Der Signalflussplan für eine Feedforward-Fehlerkorrektur verdeutlicht das Konzept sehr gut. Die Differenz zwischen Eingangs- und Ausgangssignal vom Übertragungsglied {\displaystyle G_{1}} bildet das Korrektursignal. Das Übertragungsglied {\displaystyle G_{2}} agiert als Leistungsverstärker für das Korrektursignal. Dem fehlerbehafteten Signal beaufschlagt resultiert ein verzerrungsarmes Ausgangssignal.
{\displaystyle G_{\text{gesamt}}=\left(1-\beta \cdot G_{1}\right)\cdot G_{2}+G_{1}}
Das Glied {\displaystyle \beta } macht die Verstärkung des Eingangssignals durch {\displaystyle G_{1}} rückgängig, entspricht also dessen Kehrwert. Das Korrektursignal benötigt die gleiche Verstärkung wie das Hauptsignal, daher besitzt {\displaystyle G_{2}} den gleichen Verstärkungsfaktor wie {\displaystyle G_{1}}.
{\displaystyle G_{1}\approx {\frac {1}{\beta }}\ \land \ G_{2}\approx G_{1}\ \Rightarrow \ G_{2}={\frac {1}{\beta }}}
Die Voraussetzung {\displaystyle G_{2}=1/\beta } ermöglicht folgende Umformungen:
{\displaystyle G_{\text{gesamt}}=\left(1-\beta \cdot G_{1}\right)\cdot {\frac {1}{\beta }}+G_{1}}
{\displaystyle G_{\text{gesamt}}={\frac {1}{\beta }}-G_{1}+G_{1}={\frac {1}{\beta }}}
Die durch die Nichtlinearität von {\displaystyle G_{1}} eingebrachten Verzerrungen kürzen sich vollständig. Da keinerlei Signal-Rückführung vorhanden ist, sind Eigenschwingungen ausgeschlossen.

## Error-Feedback

### Active-Error-Feedback

Error-Feedback Typ A

Die nebenstehende Anordnung enthält zwar eine Gegenkopplungsschleife, gesamt betrachtet handelt es sich um das Fehlerkorrektur-Prinzip. Die Regelschleife aus {\displaystyle G_{2}} und {\displaystyle \beta } regelt solange, bis die Abweichung des Ausgangs- zum Eingangssignal gegen null geht und kompensiert damit die von {\displaystyle G_{1}} eingebrachten Abweichungen.
{\displaystyle G_{\text{gesamt}}=\left(G_{1}+G_{2}\right)\cdot {\frac {1}{1+G_{2}\cdot \beta }}}
{\displaystyle G_{2}\rightarrow \infty \land G_{2}\gg G_{1}\Rightarrow G_{\text{gesamt}}\approx {\frac {1}{\beta }}}
Damit nur Linearitätsfehler korrigiert werden gilt:
{\displaystyle G_{1}\approx {\frac {1}{\beta }}}
Durch diese Struktur bleiben die von Gegenkopplung bekannten Stabilitätsprobleme erhalten. Die Verlagerung der Schleife zu {\displaystyle G_{2}} bietet Vorteile, denn das Korrektursignal hat eine deutlich kleinere Amplitude und {\displaystyle G_{2}} kann daher grundsätzlich anders ausgelegt werden als {\displaystyle G_{1}}.

Error-Feedback Typ B

Bei der zweiten Variante des Error-Feedback-Prinzips agiert nur {\displaystyle G_{1}} als Leistungsverstärker. Durch entsprechendes Übertragungsverhalten von {\displaystyle G_{2}} bleibt die Fehlerkorrektur auf den unteren Frequenzbereich beschränkt und daher minimiert sich die Gefahr der Schwingungsneigung. Nur ein einziges leistungsverstärktes Signal liegt am Ausgang, eine Addition von Ausgangssignalen entfällt, dies verringert die Verluste, Rückwirkung und den Ausgangswiderstand.
{\displaystyle G_{\text{gesamt}}={\frac {G_{1}\cdot \left(1+G_{2}\right)}{1+G_{1}\cdot G_{2}\cdot \beta }}}
{\displaystyle G_{2}\ \rightarrow \ \infty \ \land \ G_{2}\gg G_{1}\ \Rightarrow \ G_{\text{gesamt}}\approx {\frac {1}{\beta }}}
Damit nur Linearitätsfehler korrigiert werden gilt:
{\displaystyle G_{1}\approx {\frac {1}{\beta }}}

### Hawksford

Hawksford-Error-Feedback

Die ungewöhnlichste Variante machte Malcolm Hawksford für Audio-Verstärker populär. Das Verständnis zur Funktionsweise ist nicht trivial. Hier knapp zusammengefasst die mathematische Herleitung:
Parallelstruktur aus {\displaystyle G_{1}}, {\displaystyle \beta } und unterem Additionspunkt zusammenfassen:
{\displaystyle 1-G_{1}\cdot \beta }
Kreisstruktur aus {\displaystyle G_{2}} und obiger Parallelstruktur auflösen:
{\displaystyle {\frac {1}{1-G_{2}\cdot \left(1-G_{1}\cdot \beta \right)}}}
Für das Auslagern des Ausgangssignal aus der Parallelstruktur den Knoten hinter {\displaystyle G_{1}} nach vorne verschieben und anschließend mit der Kreisstruktur zusammenführen (Verschiebungsregeln):
{\displaystyle G_{\text{gesamt}}=G_{1}\cdot G_{\circ }}
{\displaystyle G_{\text{gesamt}}=G_{1}\cdot {\frac {1}{1-G_{2}\cdot \left(1-G_{1}\cdot \beta \right)}}}
{\displaystyle G_{2}=1\ \Rightarrow \ G_{\text{gesamt}}={\frac {1}{\beta }}}
Damit nur Linearitätsfehler korrigiert werden gilt:
{\displaystyle G_{1}\approx {\frac {1}{\beta }}}
Als besonders vorteilhaft erweist sich, dass {\displaystyle G_{2}} nur eine geringe Verstärkung von eins erfordert. Das erhöht die Stabilität der Schaltung gegenüber Eigenschwingungen.
Anmerkung: Die Gleichungen sind nur bei geringen Verzerrungen zur Stabilitätsanalyse geeignet, da {\displaystyle G_{1}} nichtlinear ist und damit die LZI-Bedingungen nicht vollständig erfüllt sind.

### Current Dumping

Current Dumping

Auch Verstärker mit dem Konzept des Current Dumping gehören in die Kategorie der Fehlerkorrektur. Der Dumper ist ein Klasse-B-Gegentaktverstärker, der Verstärker {\displaystyle G_{2}} dagegen ein verzerrungsarmer Klasse-A-Verstärker und liefert nur ein hundertstel der Ausgangsleistung des Dumpers.
1975 von P. J. Walter als Patent eingereicht und erteilt worden.

### NDFL
Nested differenciating Feedback Loops (geschachtelte differenzierende Rückkopplungsschleifen) sind eine Entwicklung von Edward M. Cherry, durch welche die Phasentreue auch bei schnell veränderten Signalen erhalten bleibt.

## Anwendungen
Allgemein zur Linearisierung von analogen Schaltungen. Beispiele hierfür sind:
- Verstärker (Elektrotechnik)
- Audioverstärker
- Operationsverstärker